# Iguatama
Iguatama este un oraș în Minas Gerais (MG), Brazilia.